# Eudarcia balcanicum
Eudarcia balcanicum is een vlinder uit de familie van de Meessiidae. Deze soort is voor het eerst wetenschappelijk beschreven als Obesoceras balcanicum door Reinhard Gaedike in een publicatie uit 1988.
De soort komt voor in Italië, Noord-Macedonië, Bulgarije en Griekenland.